# متاماده فرابسامد
متاماده فرابسامد (انگلیسی: Terahertz metamaterial) کلاسفرابسامدی از متاامواد مرکب است که برای برهم‌کنش در فرکانس‌های فرابسامد (THz) طراحی شده‌اند. محدوده فرکانس تراهرتز مورد استفاده در تحقیقات مواد معمولاً ۰٫۱ تا ۱۰ THz تعریف می‌شود.
این باند فرکانسی همچنین به عنوان شکاف تراهرتز شناخته می‌شود زیرا به‌طور قابل توجهی کمتر مورد استفاده قرار می‌گیرد. این به این دلیل است که امواج تراهرتز امواج الکترومغناطیسی با فرکانس‌های بالاتر از مایکروویوها اما پایین‌تر از اشعه مادون قرمز و نور مرئی هستند. این ویژگی‌ها به این معنی است که تحت تأثیر قرار دادن امواج تراهرتز با اجزای الکترونیکی و دستگاه‌های متعارف دشوار است.
فناوری الکترونیک جریان الکترون‌ها را کنترل می‌کند و برای مایکروویوها و فرکانس‌های رادیویی به خوبی توسعه یافته است. به همین ترتیب، شکاف تراهرتز همچنین با طول موج‌ها یا محدوده فرکانس نوری یا فوتونیکی هم‌مرز است؛ طیف‌های مادون قرمز، مرئی و فرابنفش (یا طیف‌ها)، جایی که فناوری‌های عدسی توسعه‌یافته نیز وجود دارد. با این حال، به نظر می‌رسد طول موج یا محدوده فرکانس تراهرتز برای غربالگری امنیتی، تصویربرداری پزشکی، سیستم‌های ارتباطات بی‌سیم، ارزیابی غیر مخرب و شناسایی شیمیایی و همچنین اخترشناسی زیرمیلی‌متری مفید است. در نهایت، به عنوان تابش غیر یونیزه کننده، خطرات ذاتی غربالگری اشعه ایکس را ندارد.

## در مورد متا مواد

امواج فرابسامد در انتهای باند مادون قرمز، درست قبل از شروع باند مایکروویو قرار دارند.

در حال حاضر، فقدان بنیادی مواد طبیعی که امکان پاسخ الکترومغناطیسی مطلوب را فراهم می‌کند، منجر به ساخت مواد مرکب مصنوعی جدید به نام متاموادها شده است. متاموادها بر اساس ساختاری شبکه‌ای شبیه ساختار بلوری طراحی شده‌اند. با این حال، ساختار شبکه‌ای این ماده جدید، برخلاف ساختار بلوری که از اتم‌ها یا مولکول‌های منفرد تشکیل شده، از عناصر ابتدایی بسیار بزرگ‌تری ساخته شده است. درعین‌حال، برهم‌کنش حاصل‌شده در مقیاسی کوچک‌تر از طول موج تابش تراهرتز رخ می‌دهد. همچنین، نتایج مطلوب بر اساس فرکانس رزونانس عناصر بنیادی ساخته‌شده به دست می‌آیند. جذابیت و سودمندی از یک پاسخ رزونانسی ناشی می‌شود که می‌تواند برای کاربردهای خاص طراحی شود و می‌توان آن را به صورت الکتریکی یا نوری کنترل کرد.
با توسعه مواد مصنوعی با ساختار شبکه الکترومغناطیسی، که به آن‌ها متامواد می‌گویند، امکان دستیابی به پدیده‌هایی فراهم شده است که با مواد طبیعی قابل دستیابی نیستند. این موضوع را می‌توان با یک لنز شیشه‌ای معمولی مقایسه کرد که با نور (موج الکترومغناطیسی) به گونه‌ای برهم‌کنش می‌کند که به نظر می‌رسد یک‌طرفه عمل می‌کند، در حالی که نور در واقع به صورت دوطرفه (دارای مؤلفه‌های میدان الکتریکی و مغناطیسی) عمل می‌کند. برهم‌کنش یک لنز معمولی یا سایر مواد طبیعی با نور، عمدتاً تحت سلطه برهم‌کنش با میدان الکتریکی (یک‌طرفه) است. برهم‌کنش مغناطیسی در مواد سازنده لنز اساساً ناچیز است. این امر منجر به محدودیت‌های نوری رایج مانند سد پراش می‌شود. علاوه بر این، کمبود اساسی مواد طبیعی وجود دارد که برهم‌کنش قوی با میدان مغناطیسی نور داشته باشند.
متاموادها، که ساختار مرکب مصنوعی هستند، بر این محدودیت غلبه می‌کنند. همچنین، انتخاب نوع برهم‌کنش‌ها با رعایت قوانین فیزیک، در حین ساخت قابل اختراع و نوآوری است؛ بنابراین، قابلیت‌های برهم‌کنش با طیف الکترومغناطیسی (نور) گسترش می‌یابد.

## تکنولوژی فرابسامد
امواج تراهرتز، یا طول موج‌های زیرمیلی‌متری، که بین فرکانس‌های مایکروویو و مادون قرمز قرار دارند، به دلیل محدودیت‌هایی در انتشار باند تراهرتز در جو زمین، عملاً در بخش تجاری استفاده نمی‌شوند. با این حال، ابزارهای تراهرتز در کاربردهای علمی مانند سنجش از راه دور و طیف‌سنجی مفید بوده‌اند.

## دستگاه‌های متاماده فرابسامد
توسعهٔ متاموادها تاکنون طیف الکترومغناطیسی را تا فرکانس‌های تراهرتز و مادون قرمز پوشش داده است، اما هنوز به طیف نور مرئی نرسیده است. دلیل این امر آن است که ساختارهایی با اجزای پایه‌ای بزرگ‌تر برای کنترل امواج مایکروویو ساده‌تر ساخته می‌شوند. در حالی که برای کنترل امواج تراهرتز و مادون قرمز، اندازهٔ این اجزا به تدریج کوچک‌تر شده است. در آینده، کنترل نور مرئی با متاموادها نیازمند اجزای حتی ریزتری خواهد بود.
با دستیابی به قابلیت برهم‌کنش در فرکانس‌های تراهرتز، تمایل به ساخت، استقرار و ادغام جهانی کاربردهای متاموادهای تراهرتز در جامعه وجود دارد. همان‌طور که در بالا توضیح داده شد، اجزا و سیستم‌هایی با قابلیت‌های تراهرتز، خلاء مرتبط با فناوری را پر خواهند کرد. از آنجایی که هیچ ماده طبیعی شناخته شده‌ای برای دستیابی به این امر وجود ندارد، مواد ساخته شده به صورت مصنوعی اکنون باید جایگزین آن‌ها شوند.
تحقیقات ابتدا با نشان دادن متاماده تراهرتز عملی آغاز شده است. علاوه بر این، از آنجایی که بسیاری از مواد به‌طور طبیعی به تابش THz پاسخ نمی‌دهند، لازم است دستگاه‌های الکترومغناطیسی ساخته شوند که امکان ساخت فناوری‌های کاربردی مفیدی را که در این محدوده کار می‌کنند را ممکن می‌سازد. اینها دستگاه‌هایی مانند منابع نور هدایت شده، سوئیچ‌ها، تعدیل کننده‌ها و حسگرها هستند. این فضای خالی همچنین شامل دستگاه‌های تغییر فاز و هدایت پرتو می‌شود کاربردهای دنیای واقعی در باند THz هنوز در مراحل اولیه هستند
پیشرفت متوسطی حاصل شده است. دستگاه‌های فراماده تراهرتز در آزمایشگاه به عنوان فیلترهای مادون قرمز دور قابل تنظیم، تعدیل کننده‌های سوئیچینگ نوری و جاذب‌های فراماده نشان داده شده‌اند. وجود اخیر منبع تابشی تراهرتز به‌طور کلی عبارتند از: لیزرهای آبشاری کوانتومی THz، لیزرهای THz با پمپ نوری، نوسانگرهای موج عقب (BWO) و منابع ضرب فرکانس. با این حال، فناوری‌های کنترل و دستکاری امواج THz از سایر حوزه‌های فرکانس طیف نور عقب‌تر هستند.
علاوه بر این، تحقیقات در مورد فناوری‌هایی که از فرکانس‌های THz استفاده می‌کنند، قابلیت‌های تکنیک‌های سنجش پیشرفته را نشان می‌دهد. در مناطقی که طول موج‌های دیگر محدود است، به نظر می‌رسد فرکانس‌های THz شکاف آینده نزدیک را برای پیشرفت در امنیت، بهداشت عمومی، پزشکی زیستی، دفاع، ارتباطات و کنترل کیفیت در تولید پر می‌کنند. این باند تراهرتز دارای ویژگی غیر تهاجمی بودن است و بنابراین ساختار جسم تحت تابش را مختل یا مختل نمی‌کند. در عین حال این باند فرکانسی قابلیت‌هایی مانند عبور و تصویربرداری از محتویات یک ظرف پلاستیکی، نفوذ به چند میلی‌متر از بافت پوست انسان بدون عوارض، عبور از لباس برای تشخیص اشیاء پنهان روی پرسنل و تشخیص مواد شیمیایی و عوامل بیولوژیکی به عنوان رویکردهای جدید برای مبارزه با تروریسم به نظر می‌رسد فرامواد تراهرتز، به دلیل اینکه در فرکانس‌های مناسب تراهرتز برهم کنش دارند، در توسعه موادی که از تشعشعات تراهرتز استفاده می‌کنند، یک راه حل هستند.
محققان بر این باورند که ساختارهای مغناطیسی مصنوعی (پارامغناطیس) یا ساختارهای ترکیبی که مواد مغناطیسی طبیعی و مصنوعی را ترکیب می‌کنند، می‌توانند نقش کلیدی در دستگاه‌های تراهرتز داشته باشند. برخی از دستگاه‌های فراماده THz عبارتند از حفره‌های فشرده، اپتیک و لنزهای تطبیقی، آینه‌های قابل تنظیم، جداکننده‌ها و مبدل‌ها.

## چالش‌های موجود در این زمینه

### تولید تابش الکترومغناطیسی THz
بدون منابع تراهرتز موجود، سایر برنامه‌ها متوقف می‌شوند. در مقابل، دستگاه‌های نیمه هادی در زندگی روزمره یکپارچه شده‌اند. این بدان معنی است که کاربردهای تجاری و علمی برای تولید باندهای فرکانسی مناسب نور متناسب با کاربرد یا دستگاه نیمه هادی در حال استفاده گسترده است. لیزرهای مرئی و مادون قرمز هسته اصلی فناوری اطلاعات هستند. علاوه بر این، در انتهای دیگر طیف، فرکانس‌های مایکروویو و فرکانس رادیویی ارتباطات بی‌سیم را امکان‌پذیر می‌کنند.
با این حال، برنامه‌های کاربردی برای رژیم تراهرتز، که قبلاً به عنوان شکاف تراهرتز ۰٫۱ تا ۱۰ تراهرتز تعریف شده بود، یک رژیم فقیر در مقایسه است. منابعی برای تولید فرکانس‌های THz (یا طول موج) مورد نیاز وجود دارد، اما چالش‌های دیگری مانع از مفید بودن آن‌ها می‌شود. دستگاه‌های لیزر تراهرتز فشرده نیستند و بنابراین قابلیت حمل ندارند و به راحتی در سیستم‌ها ادغام نمی‌شوند. علاوه بر این، منابع تراهرتز حالت جامد کم مصرف و کم مصرف وجود ندارد. علاوه بر این، دستگاه‌های فعلی همچنین دارای یک یا چند کاستی از توان خروجی کم، توانایی‌های تنظیم ضعیف هستند و ممکن است برای عملکرد به مایعات برودتی (هلیوم مایع) نیاز داشته باشند. علاوه بر این، این فقدان منابع مناسب فرصت‌هایی را در طیف‌سنجی، سنجش از دور، ارتباطات فضای آزاد و تصویربرداری پزشکی ایجاد می‌کند.
در همین حال، کاربردهای فرکانس تراهرتز بالقوه در سطح جهانی در حال تحقیق هستند. دو فناوری اخیراً توسعه‌یافته، طیف‌سنجی دامنه زمانی Terahertz و لیزرهای آبشاری کوانتومی احتمالاً می‌توانند بخشی از تعداد زیادی از پلتفرم‌های توسعه در سراسر جهان باشند. با این حال، دستگاه‌ها و اجزای لازم برای دستکاری مؤثر تشعشعات تراهرتز، به توسعه بسیار بیشتری فراتر از آنچه تاکنون (۲۰۱۲) انجام شده است، نیاز دارند.

### برهم‌کنش میدان مغناطیسی
همان‌طور که به‌طور خلاصه در بالا ذکر شد، مواد طبیعی مانند لنزهای معمولی و منشورهای شیشه ای قادر به تعامل قابل توجهی با میدان مغناطیسی نور نیستند. برهمکنش قابل توجه (گذردهی) با میدان الکتریکی رخ می‌دهد. در مواد طبیعی، هر فعل و انفعال مغناطیسی مفیدی در محدوده فرکانس گیگاهرتز کاهش می‌یابد. در مقایسه با برهمکنش با میدان الکتریکی، مولفه مغناطیسی در نور تراهرتز، مادون قرمز و مرئی نامحسوس است؛ بنابراین، یک گام قابل توجه با اختراع یک متاماده عملی در فرکانس‌های مایکروویو رخ داد، زیرا عناصر ابتدایی فرامواد یک واکنش جفت‌شدگی و القایی را به جزء مغناطیسی متناسب با جفت و پاسخ الکتریکی نشان داده‌اند. این امر وقوع یک مغناطیس مصنوعی را نشان داد، و بعداً در تراهرتز و امواج الکترومغناطیسی مادون قرمز (یا نور) اعمال شد. در حوزه تراهرتز و مادون قرمز، پاسخی است که در طبیعت کشف نشده است.
علاوه بر این، از آنجایی که فراماده در طول هر مرحله و مرحله ساخت و ساز به‌طور مصنوعی ساخته می‌شود، این توانایی انتخاب نحوه عبور نور یا موج الکترومغناطیسی تراهرتز از مواد و انتقال آن را می‌دهد. این درجه از انتخاب با مواد معمولی امکان‌پذیر نیست. این کنترل همچنین از جفت شدن الکتریکی-مغناطیسی و پاسخ عناصر ابتدایی که کوچکتر از طول موج الکترومغناطیسی است که از طریق فراماده مونتاژ شده عبور می‌کند، به دست می‌آید.
تابش الکترومغناطیسی که شامل نور است، انرژی و تکانه ای را حمل می‌کند که ممکن است به ماده ای که با آن برهم کنش دارد، منتقل شود. تابش و ماده رابطه همزیستی دارند. تشعشع صرفاً بر روی یک ماده تأثیر نمی‌گذارد، و نه صرفاً توسط یک ماده معین بر آن تأثیر می‌گذارد. تابش با ماده برهم کنش دارد.
برهم کنش مغناطیسی یا جفت القایی هر ماده ای را می‌توان به نفوذپذیری تبدیل کرد. نفوذپذیری مواد طبیعی یک مقدار مثبت است. یک توانایی منحصر به فرد فرامواد دستیابی به مقادیر نفوذپذیری کمتر از صفر (یا مقادیر منفی) است که در طبیعت قابل دسترسی نیستند. نفوذپذیری منفی برای اولین بار در فرکانس‌های مایکروویو با اولین فرامواد به دست آمد. چند سال بعد، نفوذپذیری منفی در رژیم تراهرتز نشان داده شد.
موادی که می‌توانند به صورت مغناطیسی جفت شوند در فرکانس‌های تراهرتز یا نوری نادر هستند.
تحقیقات منتشر شده مربوط به برخی مواد مغناطیسی طبیعی بیان می‌کند که این مواد به فرکانس‌های بالاتر از محدوده مایکروویو پاسخ می‌دهند، اما پاسخ معمولاً ضعیف و محدود به باند باریکی از فرکانس‌ها است. این کار دستگاه‌های تراهرتزی مفید احتمالی را کاهش می‌دهد. اشاره شد که تحقق مغناطیس در فرکانس‌های تراهرتز و بالاتر به‌طور قابل‌توجهی بر اپتیک تراهرتز و کاربردهای آن تأثیر می‌گذارد.
این به جفت مغناطیسی در سطح اتمی مربوط می‌شود. این اشکال را می‌توان با استفاده از فرامواد که جفت مغناطیسی اتمی را در مقیاسی بزرگتر از اتم منعکس می‌کنند، برطرف کرد.

## اولین فرامواد THz
اولین متاموادهای تراهرتز که قادر به دستیابی به پاسخ مغناطیسی مورد نظر بودند، که شامل مقادیر منفی برای تراوایی نیز می‌شد، مواد غیرفعال بودند. به همین دلیل، «تنظیم» با ساخت یک ماده جدید با ابعاد کمی تغییر یافته برای ایجاد یک پاسخ جدید به دست آمد. با این حال، پیشرفت قابل توجه یا دستاورد عملی، در واقع نشان دادن دستکاری تشعشع تراهرتز با متاموادها است.
برای اولین نمایش، بیش از یک ساختار متامواد ساخته شد. با این حال، این نمایش دامنه ای از ۰٫۶ تا ۱٫۸ تراهرتز را نشان داد. بر اساس نتایج، اعتقاد بر این بود که این اثر را می‌توان با تغییر مقیاس ابعاد ساختار، در کل محدوده فرکانس تراهرتز تنظیم کرد. این امر با نمایش‌هایی در ۶ تراهرتز و ۱۰۰ تراهرتز دنبال شد.
اولین نمایش موفقیت‌آمیز [استفاده از] متاموادها در محدوده تراهرتز، با تغییر مقیاس عناصر، فواصل و طراحی آن‌ها به دست آمد. همان‌طور که در مورد متاموادهای با فرکانس پایین‌تر صادق است، عناصر به کار رفته در اینجا نیز غیرمغناطیسی اما رسانا بودند. این طراحی باعث ایجاد رزونانسی می‌شود که در آن اجزای الکتریکی و مغناطیسی به‌طور همزمان با همدیگر تشدید می‌شوند. نکته قابل توجه، پاسخ مغناطیسی قوی این مواد ساخته شده به صورت مصنوعی است.
برای اینکه عناصر در فرکانس‌های خاصی با هم‌فرکانسی (رزونانس) پاسخ دهند، این کار با طراحی ویژهٔ هر عنصر صورت می‌گیرد. سپس این عناصر، همان‌طور که در متاموادها رایج است، در یک الگوی تکراری قرار می‌گیرند. در این مورد، عناصر اکنون باهم ترکیب و آرایش شده‌اند و با دقت به فاصلهٔ آن‌ها، یک متامواد با ساختار تخت، مستطیلی (صفحه‌ای) به دست می‌آید. از آنجایی که این متامواد برای کار در فرکانس‌های تراهرتز طراحی شده است، از روش فتولیتوگرافی برای حک کردن عناصر روی یک زیرلایه استفاده می‌شود.

### پاسخ‌های مغناطیسی و ضریب شکست

تنظیم شماتیک یک آزمایش بیضی سنجی.

تشدید کننده حلقه شکاف (SRR) یک متاماده معمولی است که برای آزمایش‌های مختلف استفاده می‌شود. پاسخ‌های مغناطیسی (تراوایی) در فرکانس‌های تراهرتز را می‌توان با ساختاری ساخته‌شده از عناصر غیرمغناطیسی، مانند تشدیدکننده حلقه شکسته (SRR) مس مسی، به دست آورد. این ساختارها پاسخ‌های متفاوتی را در اطراف یک فرکانس رزونانس نشان می‌دهند. تشدیدکننده‌های حلقه شکسته قابلیت تنظیم در سراسر محدوده تراهرتز را دارند. علاوه بر این، ساختار تکراری تشکیل‌شده از مواد سازنده، با همان استراتژی میانگین‌گیری میدان الکترومغناطیس در هنگام کنترل و انتقال تشعشع تراهرتز عمل می‌کند. این تکنیک میانگین‌گیری، پاسخ محیط مؤثر نامیده می‌شود.
پاسخ مغناطیسی موضعی ماده سلولی را می‌توان به عنوان پاسخی مغناطیسی در نظر گرفت.
- زیر رزونانس، میدان مغناطیسی موضعی افزایش می‌یابد. این بدان معناست که با نزدیک شدن به فرکانس رزونانس، شدت میدان مغناطیسی در داخل سلول افزایش می‌یابد.
- این پاسخ مغناطیسی با میدان الکتریکی هم‌فاز باقی می‌ماند. به عبارت دیگر، جهت‌گیری میدان مغناطیسی محلی با جهت‌گیری میدان الکتریکی اعمال‌شده مطابقت دارد.
- از آنجایی که سلول تشدیدکننده حلقه شکسته (SRR) در واقع یک ماده غیرمغناطیسی است، این پاسخ مغناطیسی موضعی موقتی است. به این معنا که مادهٔ سلولی تنها زمانی ویژگی‌های مغناطیسی را از خود نشان می‌دهد که میدان مغناطیسی خارجی اعمال شود؛ بنابراین، هنگامی که میدان خارجی حذف شود، کل مغناطیزه شدن به صفر کاهش می‌یابد.
- علاوه بر این، پاسخ مغناطیسی موضعی در واقع کسری از کل میدان مغناطیسی است. این کسر با شدت میدان متناسب است و وابستگی خطی را توضیح می‌دهد. به همین ترتیب، یک پاسخ خطی کلی بر کل ماده وجود دارد.
- این رفتار تمایل به تقلید ترازبندی و اسپین‌های (چرخش‌های) در سطح اتمی دارد. به عبارت دیگر، پاسخ مغناطیسی مشاهده شده شبیه رفتار ذرات (اتم‌ها) در ساختار ماده سلولی است.[۱۰]

با نزدیک شدن تدریجی فرکانس به رزونانس، جریان‌های القایی در سیم حلقه‌ای دیگر نمی‌توانند با میدان اعمال‌شده همگام شوند و پاسخ محلی [ماده] شروع به تأخیر می‌کند. سپس با افزایش بیشتر فرکانس، تأخیر در پاسخ میدان محلی بیشتر می‌شود تا جایی که کاملاً با میدان برانگیخته (میدان اعمال‌شده) خارج از فاز می‌شود. این امر منجر به تراوایی مغناطیسی کمتر از یک (واحد) و حتی مقادیر منفی آن می‌شود. این پدیده برهم‌کنش خطی بین میدان القایی محلی و میدان اعمال‌شده نوسانی است که در تضاد با ویژگی‌های غیرخطی مغناطیس فرو (فرومغناطیس) قرار دارد.
بعدها، پاسخی مغناطیسی در این مواد در فرکانس ۱۰۰ تراهرتز و همچنین در محدوده فروسرخ به نمایش درآمد. اثبات وجود پاسخ مغناطیسی، گام مهمی در جهت کنترل ضریب شکست در مراحل بعدی بود. سرانجام، با استفاده از لایه‌های جفت‌شده از نانورودهای فلزی موازی، در طول موج‌های تراهرتز و در فرکانس ۲۰۰ تراهرتز به ضریب شکست منفی دست پیدا شد. این کار همچنین با مطالعات پلاسمون سطحی در رژیم تراهرتز تکمیل شده است.
همچنین مطالعات مربوط به اعمال کنترل‌های خارجی مانند کلیدزنی الکترونیکی و ساختارهای نیمه‌رسانا برای کنترل خواص عبور و بازتاب امواج [در متاموادهای تراهرتز] ادامه دارد.

## متامواد تراهرتز با قابلیت تنظیم مجدد
متاموادهای الکترومغناطیس نویدبخش پر کردن شکاف تراهرتز (۰٫۱ تا ۱۰ تراهرتز) هستند. شکاف تراهرتز ناشی از دو کمبود کلی است:
- اول، تقریباً هیچ ماده طبیعی برای کاربردهایی که از منابع با فرکانس تراهرتز استفاده می‌کنند، در دسترس نیست. به عبارت دیگر، مواد طبیعی کمی وجود دارند که به‌طور مؤثر با امواج تراهرتز برهم‌کنش داشته باشند.
- دوم، عدم امکان انتقال موفقیت‌های به‌دست‌آمده با متاموادهای الکترومغناطیس در حوزه مایکروویو و اپتیک به حوزه تراهرتز است. علی‌رغم پیشرفت‌های قابل توجه در زمینه‌های مایکروویو و اپتیک، طراحی و ساخت متاموادهای مؤثر در محدوده تراهرتز با چالش‌هایی روبرو بوده است.

متاموادها مواد مصنوعی با ساختارهای مهندسی‌شده در ابعاد نانومتری هستند که می‌توانند با نور و امواج الکترومغناطیسی به روش‌های غیرمعمول برهم‌کنش داشته باشند. دانشمندان امیدوارند با توسعه بیشتر متاموادهای تراهرتز، بتوان بر این کمبودها غلبه کرد و از امواج تراهرتز برای طیف وسیعی از کاربردهای جدید استفاده نمود.
اکثر تحقیقات بر روی ویژگی‌های غیرفعال عبور امواج تراهرتز مصنوعی دوره‌ای تمرکز داشته‌اند، که این ویژگی‌ها با الگوهای عناصر متامواد، مانند تأثیر اندازه و شکل اجزای داخلی، ضخامت فیلم فلزی، هندسه حفره، تناوب و غیره، تعیین می‌شوند. نشان داده شده است که رزونانس (هم‌فرکانسی) همچنین می‌تواند تحت تأثیر قرارگیری یک لایه دی‌الکتریک روی آرایه‌های حفره فلزی و دوپ کردن زیرلایه نیمه‌رسانا قرار گیرد که هر دو منجر به تغییر قابل توجه فرکانس رزونانس می‌شوند. با این حال، تحقیقات کمی بر روی دستکاری فعال عبور نوری فوق‌العاده تمرکز کرده‌اند، در حالی که این امر برای تحقق بسیاری از کاربردها ضروری است.
برای پاسخگویی به این نیاز، پیشنهادهایی برای «متاموادهای فعال» ارائه شده است که می‌توانند به‌طور پیشگیرانه نسبت اجزای عبوری و بازتابی تشعشع منبع (الکترومغناطیس) را کنترل کنند.
این استراتژی‌ها شامل موارد زیر هستند:
- روشنایی ساختار با نور لیزر: این روش باعث تغییر در خواص الکترومغناطیسی متامواد و در نتیجه کنترل میزان عبور و بازتاب امواج الکترومغناطیسی می‌شود.
- تغییر یک میدان مغناطیسی استاتیک خارجی که جریان در آن ثابت است: این روش می‌تواند به تنظیم پاسخ متامواد به امواج الکترومغناطیسی منجر شود.
- استفاده از یک منبع ولتاژ خارجی (کنترل‌شونده با نیمه‌رسانا): این روش با تغییر رسانندگی الکتریکی متامواد، امکان کنترل برهم‌کنش آن با امواج الکترومغناطیسی را فراهم می‌کند.

این روش‌ها منجر به امکان‌پذیر شدن موارد زیر می‌شوند:
- طیف‌سنجی با حساسیت بالا: تشخیص دقیق‌تر مولکول‌ها و مواد با استفاده از امواج تراهرتز
- تولید توان بالاتر امواج تراهرتز: ایجاد منابع تراهرتز با توان بیشتر که برای کاربردهایی مانند تصویربرداری و ارتباطات مفید است.
- ارتباطات کوتاه‌برد امن تراهرتز: برقراری ارتباطات بی‌سیم با امنیت بالا در باند تراهرتز به دلیل تداخل کمتر با امواج دیگر.
- تشخیص حتی حساس‌تر با قابلیت‌های تراهرتز: بهبود عملکرد حسگرهای تراهرتز برای شناسایی مواد با حساسیت بالاتر.

علاوه بر این، این موارد شامل توسعه تکنیک‌هایی برای تشخیص حساس‌تر امواج تراهرتز و کنترل و دستکاری مؤثرتر امواج تراهرتز نیز می‌شود.
به‌طور کلی، متاموادهای فعال پتانسیل انقلابی در زمینه فناوری تراهرتز را دارند و می‌توانند منجر به توسعه دستگاه‌ها و کاربردهای جدیدی شوند.

## استفاده از فناوری MEM
ترکیب عناصر متامواد، به‌طور خاص تشدیدکننده‌های حلقه شکسته، با فناوری سیستم‌های میکروالکترومکانیکی (MEMS) منجر به ایجاد کامپوزیت‌های انعطاف‌پذیر غیرمسطح و ساختارهای میکرومکانیکی فعال شده است. در این ساختارها، جهت‌گیری عناصر با تشدید الکترومغناطیسی را می‌توان با دقت نسبت به میدان تابشی کنترل کرد.

## پاسخ متامواد الکتریکی و مغناطیسی دینامیک در فرکانس‌های THz
برای اولین بار، نظریه، شبیه‌سازی و نمایش پاسخ دینامیکی پارامترهای متامواد با استفاده از یک آرایه مسطح از تشدیدکننده‌های حلقه شکسته (SRR) نشان داده شد.

## بررسی دستگاه‌های فراماده تراهرتز
متاموادهای تراهرتز امکان مطالعه دستگاه‌های نوآورانه را فراهم می‌کنند.

### طرح‌های جدید تقویت کننده

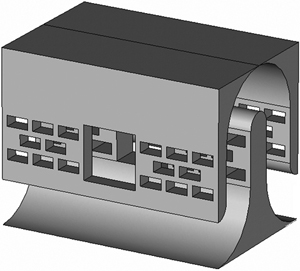
بخشی از مدار لوله موج سیر تراهرتز تاشو با آرایه‌های سوراخ روی دیوارها. تصویر از مرکز تحقیقات گلن ناسا.

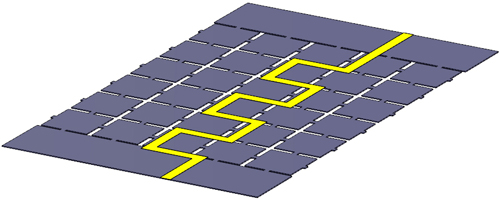
مدار لوله موج سیار مسطح تراهرتز با متاماده تعبیه شده در بستر. تصویر از مرکز تحقیقات گلن ناسا

در حال حاضر در محدوده تراهرتز، تقویت‌کننده‌های توان متوسط با ابعاد کوچک در دسترس نیستند. این موضوع منجر به کم استفاده بودن این باند شده و فقدان تقویت‌کننده‌های نوآورانه را می‌توان مستقیماً به عنوان یکی از دلایل این کمبود برشمرد.
پژوهش‌ها بر بررسی، ساخت و طراحی دستگاه‌های الکترونیکی خلاء با موج کند سبک بر اساس تقویت‌کننده‌های لامپ موج مسافر (TWT) متمرکز بوده است. این طرح‌ها شامل موجبر چین‌دار، مدارهای موج کند هستند که در آن‌ها موج تراهرتز در مسیر مارپیچی حرکت کرده و با یک پرتو الکترونی خطی برهم‌کنش می‌کند. طرح‌های تیوپ‌های موج مسافر با موجبر چین‌دار در فرکانس‌های ۶۷۰، ۸۵۰ و ۱۰۳۰ گیگا هرتز در نظر گرفته شده‌اند. برای بهبود محدودیت‌های توان ناشی از ابعاد کوچک و افت زیاد، طرح‌های مدار جدید مسطح نیز در حال بررسی هستند.
پژوهشگران داخلی در مرکز تحقیقات گلن ناسا به بررسی استفاده از متامواد، مواد مهندسی شده با ویژگی‌های الکترومغناطیسی منحصر به فرد برای افزایش توان و بازده تقویت تراهرتز در دو نوع مدار الکترونیکی خلاء با موج کند پرداخته‌اند.
نوع اول مدار دارای هندسه موجبر چین‌دار است که در آن از دی‌الکتریک‌های ناهمسانگرد و متاموادهای حفره‌دار که از آرایه‌های حفره‌های زیرطول موج تشکیل شده‌اند (تصویر سمت راست را ببینید) استفاده می‌شود.
نوع دوم مدار دارای هندسه مسطح با خط انتقال مهاری برای حمل موج الکترومغناطیسی و ساختار متامادی که در زیرلایه جاسازی شده است. نتایج محاسباتی با این مدار امیدوارکننده‌تر است. نتایج اولیه نشان می‌دهند که ساختار متامواد در کاهش بزرگی میدان الکتریکی در زیرلایه و افزایش بزرگی در ناحیه بالای خط مهاری، جایی که می‌تواند با یک پرتو ورق الکترونی برهمکنش کند، مؤثر است. علاوه بر این، ساخت مدار مسطح ساده‌تر بوده و می‌تواند جریان بالاتری را امکان‌پذیر کند. برای بررسی سایر هندسه‌های مسطح، بهینه‌سازی برهمکنش میدان الکتریکی/پرتو الکترونی و طراحی هندسه‌های آهنربای کانونی‌کننده برای پرتو ورق به کار بیشتری نیاز است.

### سنسورهای فرافرکانس جدید و تعدیل کننده‌های فاز
احتمال کنترل تشعشعات در رژیم تراهرتز منجر به تجزیه و تحلیل طرح‌هایی برای حسگرها و تعدیل کننده‌های فاز می‌شود. دستگاه‌هایی که می‌توانند از این تابش استفاده کنند به خصوص مفید خواهند بود. به همین ترتیب تغییر فاز خطی را می‌توان با استفاده از دستگاه‌های کنترل انجام داد. همچنین داشتن حسگرهایی که می‌توانند خطرات میدان نبرد خاصی را شناسایی کنند ضروری است.

## رسانه
تبدیل اپتیک
مروری بر حسگرهای فراماده تراهرتز و کاربردهای آنها
دستگاه‌های فراماده تراهرتز فعال
پیشرفت‌های اخیر در تعدیل کننده‌های فراماده تراهرتز